# Nội dung mở

Logo Dự án Nội dung mở (1998)

Nội dung mở là thuật ngữ mới do David Wiley sáng tạo ra vào năm 1998 để miêu tả về các tác phẩm sáng tạo mà những người khác có thể sao chép hoặc tự do sửa đổi, mà không cần phải xin phép. Thuật ngữ này là tác nhân ra đời của phần mềm nguồn mở. Các nội dung mở được phát hành theo giấy phép mở.